# Carnegie Hall

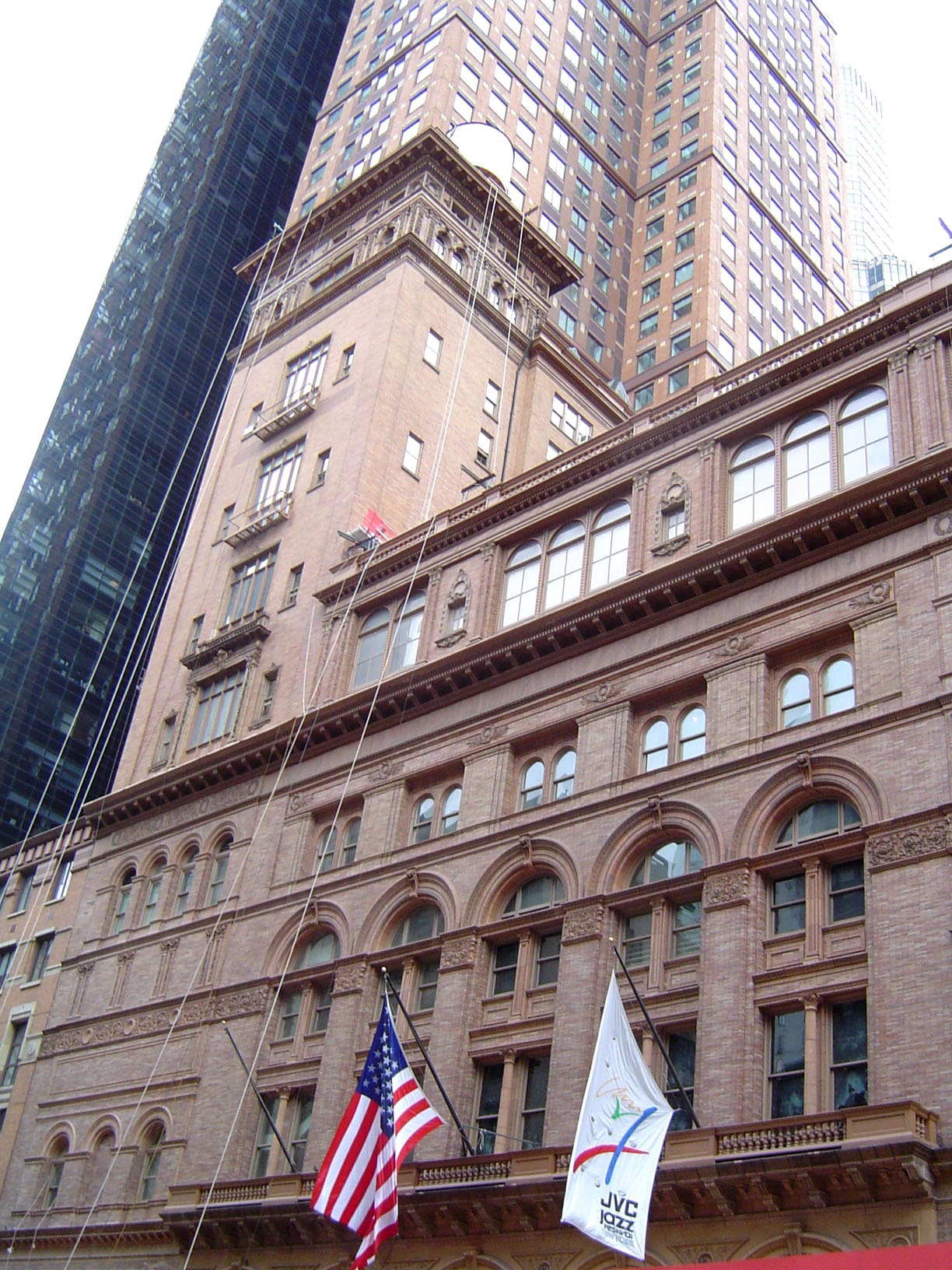
Carnegie Hall

El Carnegie Hall és una sala de concerts situada a Manhattan, Nova York. És un dels llocs més significatius dels Estats Units tant per als músics clàssics com per als populars, famós no només per la seva bellesa i història, sinó per la seva acústica. Situat entre la Setena Avinguda i el Carrer 57, a dos carrers de Central Park.

## Forma
El Carnegie Hall està fet de tres diferents estructures amb tres auditoris, el "Main Hall", el "Recital Hall" i el "Chamber Music Hall"

### Main Hall
Té capacitat per a una audiència de 2.804 espectadors en cinc nivells. El nom oficial del Main Hall ara és "Auditori Isaac Stern." 
L'auditori és admirat per la seva calidesa i per posseir una bona acústica. Isaac Stern va dir "S'ha dit que la sala per si sola és un instrument".
El Main Hall és molt alt, i per a arribar a la balconada superior els visitants han de pujar 105 graons. Es pot arribar a qualsevol part en ascensor, excepte al nivell superior. Des de la creació del Carnegie Hall molts dels grans intèrprets de la música clàssica han tocat en aquest auditori

### Les altres sales
Les altres sales més petites, anomenades actualment "Saló Judy i Arthur Zankel" i "Saló de Recitals Joan i Sanford L. Weill" tenen capacitat per a 650 i 268 persones respectivament. Els dos grans auditoris van ser rebatejats el 1986 després d'una completa renovació. El Saló Zankel havia estat llogat al AADA el 1898, i va ser convertit en un cinema al voltant de 1959. Va ser demanat per a ser utilitzat com auditori el 1997 i va obrir el setembre del 2003. El lloc alberga al Museu Rose i els Arxius del Carnegie Hall, ambdós d'addició recent.

## Arquitectura
El Carnegie Hall va ser dissenyat per William Burnet Tuthill. Encara que Tuthill no és un nom molt conegut, l'èxit d'aquest edifici es deu en gran part al seu disseny. El Carnegie Hall és una de les edificacions més grans de Nova York. Construït totalment en pedra, sense un quadre d'acer. L'exterior està fet amb maons de color ocre i amb detalls en terracota. El saló de l'entrada evita les exageracions del barroc i està inspirat en l'elegància de l'estil florentí a la manera de la Capella Pazzi de Filippo Brunelleschi: guix blanc i pedra grisa formen un harmoniós sistema d'arcs oberts i pilastros corintis que sostenen una cornisa amb lunetes circulars sobre ella, sota un sostre abovedat. El famós interior en or i blanc és del mateix estil.

## Història
Andrew Carnegie va ser l'home que va finançar l'edifici que duu el seu nom. La construcció va començar el 1890, i va ser portada a terme per Isaac A. Hopper i Companyia. Encara que l'edifici estava en ús des d'abril de 1891, la inauguració oficial va ser la nit del 5 de maig, amb un concert conduït per Txaikovski. El treball en la construcció va continuar fins a 1897. La sala va ser propietat de la família Carnegie fins a 1921 quan la vídua de Carnegie la va vendre a Robert I. Simon. Quan Simon va morir l'immoble va passar a les mans del seu fill. No va funcionar la manera en la qual ho administrava així que ho va oferir a l'Orquestra Filharmònica de Nova York.
Van rebutjar l'oferta, ja que s'anaven a mudar de seu al Lincoln Center. Cap al 1960, amb l'Orquestra al Lincoln Center, havia plans de demolir l'edifici i reemplaçar-lo per un edifici comercial, de manera que Simon va vendre l'edifici. Va acabar usant aquests diners per a fundar la ciutat de Reston a Virgínia. Sota la pressió d'un grup liderat per Isaac Stern, la ciutat de Nova York va comprar el lloc el 1960 per cinc milions de dòlars i ho va llogar a una corporació sense ànims de lucre.
Va ser declarat monument històric el 1964, va ser renovat el 1983 i 1995 per James Polshek, més conegut pel seu planetari posmodernista al Museu Americà d'Història Natural. Tot i l'estàtus de monument històric del Carnegie Hall, plans per a construir un edifici comercial no han estat descartats. Entre 1987-1989 una torre d'oficines de 60 pisos anomenada Carnegie Hall Tower va ser acabada al costat de l'immoble. El Juny del 2003 es van fer plans perquè la Filharmònica regressés al Carnegie Hall, començant el 2006, no obstant això aquests van ser descartats a la fi del 2003.